# Topographischer Atlas der Schweiz

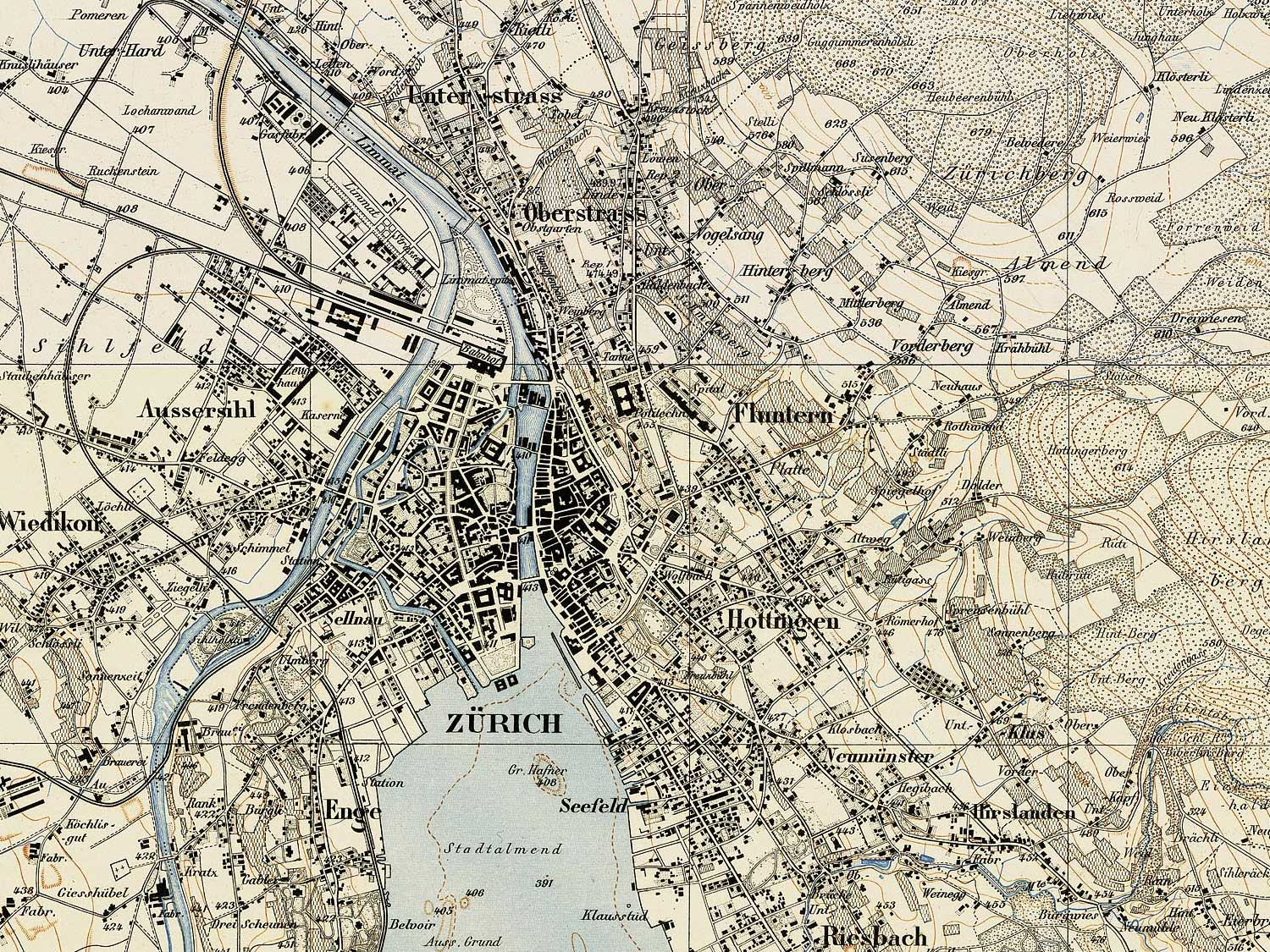
Zürich im Siegfriedatlas

Der Topographische Atlas der Schweiz, inoffiziell auch Siegfriedatlas oder Siegfriedkarte genannt, ist ein amtliches Kartenwerk der Schweiz, dessen Herausgabe durch das Eidgenössische Topographische Bureau unter Hermann Siegfried begonnen wurde und von 1870 bis 1926 dauerte. Insbesondere die Hochgebirgsblätter mit 117 monochromen Stichen von Rudolf Leuzinger fanden im In- und Ausland Beachtung.
Da es sich nach heutigem Sprachgebrauch nicht um einen Atlas handelt, sprechen die Kartenhistoriker heute von der Siegfriedkarte.
Die Grundlage zu den Arbeiten am Topographischen Atlas der Schweiz legten das Bundesgesetz zur Fortsetzung der topografischen Aufnahmen und das Bundesgesetz betreffend der Publikation der topografischen Aufnahmen, beide aus dem Jahr 1868. Einer der Hauptinitiatoren war der damalige Chef des Topografischen Bureaus Hermann Siegfried.

## Vermessung

Bei der Vermessung verwendete Kippregel

Die Eidgenössische Geodätische Kommission begann ab 1863 im Zusammenhang mit der Europäischen Gradmessung das Alpendreieck neu zu vermessen. Drei neue Grundlinien bildeten, zusammen mit der Höhenreferenz des Repère Pierre du Niton, die Basis zur Verbesserung der von der Dufourkarte stammenden Vermessungsdaten.
Die ersten Aufnahmen zur Siegfriedkarte begannen im Gebiet des Jura, der wie Basel, Solothurn, Aargau, Thurgau und Appenzell zu den vergleichsweise schlecht vermessenen Gebieten gehörte. In den folgenden 30 Jahren wurden schlecht dokumentierte Gebiete laufend verbessert und mit Höhenkurven ergänzt.

## Kartenausgaben und Produktion

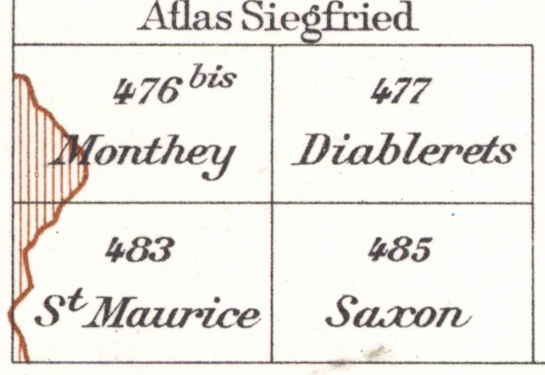
Blattschnitt 1:50'000 (4 Blätter) im Vergleich zur Landeskarte der Schweiz (1 Blatt, 272)

Die ersten Kartenblätter Jura und Mittelland wurden bei Müllhaupt & Söhne produziert. Das Topografische Bureau beschäftigte ab 1880 eigene Kupferstecher. Die Alpenblätter wurden zum grossen Teil von Rudolf Leuzinger graviert. 1870 erschienen die ersten zwölf Blätter, die in den folgenden Jahren jeweils um etwa ein Dutzend erweitert wurden. Bis 1926 entstanden so total 604 Blätter. Gedruckt wurden die Karten bis 1900 bei Müllhaupt & Söhne direkt von der Kupferplatte, die Gravuren auf Stein praktisch seit Beginn bei Kümmerly+Frey.
Der Massstab beträgt 1:25'000 im Flachland und im Jura beziehungsweise 1:50'000 in den Alpen. Das Gebiet im ersten Massstab wurde in 462 Blätter unterteilt, das andere Gebiet in 142 Blätter, wobei sich die beiden Gebiete stellenweise überschneiden.
Bis 1949 erschienen überarbeitete Neuauflagen dieser Blätter. Ab 1952 wurden Siegfried- und Dufourkarten durch die neue Landeskarte der Schweiz ersetzt.
Im Gegensatz zur Dufourkarte, aber übereinstimmend mit der Wildkarte, wurde in der Siegfriedkarte das Gelände mit Höhenkurven dargestellt. Für den Druck wurden drei Farben verwendet: braun für die Höhenkurven in bewachsenem Gelände, blau für Gewässer sowie für Höhenkurven auf Gletschern und schwarz für den Rest.

Blattübersicht (1901)